# Рыжков, Семён Вавилович
Семён Вавилович Рыжков (1919—2004) — советский учёный-медик и педагог, трансфузиолог, основатель военной службы крови и первый главный трансфузиолог Министерства обороны СССР, доктор медицинских наук (1968), профессор (1978), полковник медицинской службы. Лауреат Государственной премии СССР (1978).

## Биография
Родился 23 июня 1919 года в селе Еловец, Хотинского района Могилевской области в крестьянской семье.
С 1943 по 1948 год проходил обучение в Военно-медицинской академии имени С. М. Кирова. С 1941 году был участником Великой Отечественной войны, воевал на Сталинградском фронте.
С 1948 года на научно-педагогической работе на кафедре и клинике факультетской хирургии Военно-медицинской академии имени С. М. Кирова в должностях: старшего ординатора, помощник начальника клиники и преподавателя под руководством академика В. Н. Шамова, был инициатором создания первого в Ленинграде гемодиализа и первого аппаратного плазмафереза.
С 1961 по 1981 год — организатор и первый руководитель Научно-исследовательской лаборатории по заготовке фибринолизированной крови и консервации тканей, с 1981 года — старший научный сотрудник этой лаборатории. Помимо основной деятельности С. В. Рыжков являлся первым главным трансфузиологом Министерства обороны СССР.

### Научно-педагогическая деятельность и вклад в науку
Основная научно-исследовательская деятельность С. В. Рыжкова была связана с вопросами в области заготовки компонентов крови путём аппаратного плазмоцнтофереза и их лечебное применение, экстракорпоральной детоксикации заготовки и использования донорской и посмертной крови, костного мозга и других тканей, гемодиализа и перитонеального диализа, применения радиоактивного золота при хирургическом лечении больных раком желудка. Был организатором службы крови мирного и военного времени. В 1959 году под руководством академика В. Н. Шамова, С. В. Рыжков впервые в Ленинграде применил первый отечественный аппарат искусственной почки.
В 1968 году С. В. Рыжков защитил диссертацию на соискание учёной степени доктор медицинских наук по теме: «Заготовка и возможность использования фибринолизной крови в зависимости от сроков взятия и причин смерти». В 1978 году С. В. Рыжкову было присвоено учёное звание профессора и в этом же году «за разработку и внедрение криоконсервирования биообъектов» ему была присвоена Государственная премия СССР.
С. В. Рыжков являлся автором свыше 290 научных трудов, в том числе таких как: «Заготовка и использование фибринолизной крови и посмертных
тканей» (1966), «Пособие по службе крови в Вооруженных Силах СССР» (1978), «Пособие по трансфузиологии» (1980), «Руководство по заготовке и переливанию крови, её компонентов, кровезамещающих жидкостей в военное время» (1987). Он являлся автором двух изобретений и более сорока рационализаторских предложений, им было подготовлено четыре доктора и четырнадцать кандидатов наук
.
Скончался 26 ноября 2004 года в Санкт-Петербурге, похоронен на Волковом кладбище.

## Награды и звания
- Орден Отечественной войны 2-й степени (06.04.1985)[5]
- Государственная премия СССР (1978)